# Sergio Ghisalberti
Sergio Ghisalberti (San Giovanni Bianco, Provincia de Bérgamo, 10 de diciembre de 1979) es un exciclista italiano.
Debutó como profesional en 2005 con el equipo Domina Vacanze. Tras una temporada fichó por el equipo Team Milram, en el que se retiraría tres años después.

## Trayectoria
Como ciclista amateur ganó el prestigioso Giro de Lombardía sub-23.
Ya en profesionales, en 2005, corrió la Vuelta a España que acabó en 93.ª posición. En 2006 corrió el Giro de Italia firmando una actuación excepcional al acabar en 21.ª posición. A pesar de ello, en las dos siguientes ediciones tuvo que abandonar. Su único logro como profesional fue la clasificación de la montaña en la Vuelta a Burgos 2006.

## Palmarés
- No consiguió victorias como profesional.

## Resultados en Grandes Vueltas
| Carrera | Carrera         | 2005 | 2006 | 2007 | 2008 |
| ------- | --------------- | ---- | ---- | ---- | ---- |
|         | Giro de Italia  | —    | 21.º | Ab.  | Ab.  |
|         | Tour de Francia | —    | —    | —    | —    |
|         | Vuelta a España | 93.º | —    | —    | —    |

—: no participa

Ab.: abandono

## Equipos
- Domina Vacanze (2005)
- Team Milram (2006-2008)